# Южный район (Севилья)
Южный район (исп. Distrito Sur) — один из одиннадцати административных районов, на которые подразделяется городской муниципалитет Севилья, находящийся в составе комарки Большая Севилья.

## Расположение
Район расположен на юге центральной части Севильи.
Граничит с:
- муниципалитетами Алькала-де-Гвадаира и Дос-Эрманас — на востоке;
- районами Серро-Амате и Нервьон — на севере;
- районом Каско-Антигуо — на северо-западе;
- районом Лос-Ремедиос — на западе;
- районом Бельявиста-Ла-Пальмера — на юге.

## Административное деление
Административно Южный район подразделяется на 14 микрорайонов (исп. barrios):
- (исп. El Prado-Parque de María Luisa);
- (исп. Huerta de la Salud);
- (исп. El Porvenir);
- (исп. Giralda Sur);
- (исп. El Plantinar);
- (исп. Felipe II-Los Diez Mandamientos);
- (исп. Tabladilla-La Estrella);
- (исп. Bami);
- (исп. Tiro de Línea-Santa Genoveva);
- (исп. El Juncal-Híspalis);
- (исп. Avenida de la Paz);
- (исп. La Oliva);
- (исп. Las Letanías);
- (исп. Polígono Sur)[3][4].

## Население
По состоянию на:
- 1 января 2012 года население района составляло 74 027 человек (35 287 мужчин и 38 740 женщин);
- 1 января 2011 года — 74 793 человека (35 652 мужчины и 39 141 женщина)[2].